# Бангкокська любовна історія
Бангкокська любовна історія (тай. เพื่อน...กูรักมึงว่ะ, трансліт. Phuean…Ku Rak Mueng Wa, досл. «Друже… Я кохаю тебе») — таїландська брутально-романтична драма, режисер фільму Пой Арнон. Цю стрічку назвали найвідвертішим гей-фільмом за всю історію тайського кінематографа. За різними даними, головні ролі виконали актори-аматори, тому що режисер не зміг знайти достатньо мужніх молодих людей серед професіоналів. Проте, в прокаті стрічка зібрала 325 тисяч доларів.

## Про фільм
Галасливі тайські ночі забезпечують фон для неприборканої романтики, злочинності та історії двох чоловіків, що несподівано зажадали хороброго забороненого кохання. На зустрічі з босом він не слухається наказу й не вбиває свою жертву. У перестрілці Мек одержує поранення. Іт рятує його і зненацька для себе розуміє, що починає відчувати симпатію до власного вбивці. Тендітні відносини двох чоловіків стають міцнішими й викликають чергу трагічних подій, які змінять їхнє життя і життя близьких їм людей…
За початковим сценарієм, Іт мав бути поліцейським, який закохується у вбивцю, але цей варіант не влаштував Тайську поліцію, яка входить до складу комісії цензорів. Обидва актори стверджують, що вони гетеросексуали.

## Актори
- Раттанабалланг Тохссават — Мех-Клоуд
- Чаіват Тхонгсаенг — Ітт
- Вірадіт Срімалаі — Мавк-Фог
- Чутча Руджінанон — Сааі-Сенд
- Сучао Ронгвіалаі
- Чонпракхан Джантхареюанг
- Утхумпорн Сілафан
- Рачану Бунчудуанг